# 菲尔马尔
菲尔马尔是德国黑森州的一个市镇。总面积43.10平方公里，总人口6882人，其中男性3389人，女性3493人（2011年12月31日），人口密度160人/平方公里。